# Хобот (Малопольське воєводство)
Хо́бот (пол. Chobot) — село в Польщі, у гміні Неполомиці Велицького повіту Малопольського воєводства.
Населення — 320 осіб (2011). У 1975—1998 роках належало адміністративно до Краківського воєводства.
Хобот має безпосереднє сполучення з Краковом (МПК лінія 211, Mat-Bus) із зупинки Хобот-Леснічувка. Хобот — відправна точка для грибників з Кракова й околиць. Населений пункт має доступ до багатьох вигод, зокрема мережі водопостачання й каналізації.

## Демографія
Демографічна структура станом на 31 березня 2011 року:
|          | Загалом | Допрацездатний вік | Працездатний вік | Постпрацездатний вік |
| -------- | ------- | ------------------ | ---------------- | -------------------- |
| Чоловіки | 161     | 38                 | 107              | 16                   |
| Жінки    | 159     | 31                 | 92               | 36                   |
| Разом    | 320     | 69                 | 199              | 52                   |